# Blue eyes (アニメレーベル)
blue eyes（ブルーアイズ）は、2000年代初期に活躍した18禁OVAのレーベルメーカー。グルーヴコーポレーションの支社であり、グルーヴコーポレーションが倒産した影響で製作は終了とされている。全6作を残している。

## 作品リスト
| 発売年 | タイトル                                 | 話数  | 原作          |
| ------ | ---------------------------------------- | ----- | ------------- |
| 2001年 | ZERO SUM GAME 〜セックスクライム〜       | 全1話 | 百済内創      |
| 2002年 | 〜もみじ〜「ワタシ…人形じゃありません…」 | 全4話 | ルネ          |
| 2002年 | ハイヌウェレ 収穫の夜                    | 全2話 | 金澤勝眞      |
| 2003年 | ANGEL・CORE〜天使たちの住処〜            | 全2話 | RUNE/井上純弌 |
| 2003年 | ダーク・シェル 檻の中の艶                | 全2話 | 金澤勝眞      |
| 2003年 | DARCROWS                                 | 全2話 | アリスソフト  |